# ویتوتاس باتسه‌ویکیوس
ویتوتاس باتسه‌ویکیوس (لیتوانیایی: Vytautas Bacevičius؛ زاده ۹ سپتامبر ۱۹۰۵ – درگذشته ۱۵ ژانویهٔ ۱۹۷۰) موسیقی‌دان و آهنگساز اهل لیتوانی بود.
بیشتر ساخته‌های او فضایی آتونال دارد و به‌همین سبب، او را آهنگسازی نوگرا می‌دانند.
وی از شاگردان نیکولای چیریپنین در پاریس بود.